# The Dismemberment Plan
The Dismemberment Plan – zespół zaliczany do muzyki z gatunku post punk i indie rock z silnymi wpływami jazzu, r'n'b, hip-hopu i funku. Powstał w 1993 roku. Pierwotnymi twórcami zespołu byli: Eric Axelson, Jason Caddell, Steve Cummings oraz Travis Morrison. Po nagraniu swojego pierwszego albumu w 1995 roku, Joe Easleya zastąpił Steve Cummings. Przez większą część swojej kariery zespół związany był z lokalnym labelem DeSoto. W latach 1998–1999 byli związani z dużą wytwórnią Interscope co zaowocowało epką The Ice of Boston, oraz funduszami na nagranie albumu Emergency & I, który ostatecznie wydany został niezależnie. Po rozwiązaniu się w 2003 roku Travis zaczął występować solo, a sekcja rytmiczna zaczęła grać w Statehood. Zespół reaktywował się na dwa koncerty w roku 2007.

## Dyskografia

### Albumy
- ! (1995)
- The Dismemberment Plan Is Terrified (1997)
- Emergency & I (1999)
- Change (2001)
- Uncanney Valley (2013)

### EP
- Can We Be Mature? (1993)
- The Ice of Boston (1998)
- Dismsmberment Plan & Juno - Split (2000)

### Kompilacje
- A People's History of the Dismemberment Plan (2003)